# Fabricio Coloccini
Fabricio Coloccini (* 22. Januar 1982 in Córdoba) ist ein ehemaliger argentinischer Fußballspieler.

## Karriere

### Verein
Der Abwehrspieler debütierte 1998 als 16-Jähriger bei Boca Juniors in der argentinischen Primera División. 1999 wurde er vom italienischen Spitzenclub AC Mailand entdeckt und unter Vertrag genommen. Coloccini spielte die nächsten Jahre weiter in Argentinien, auf Leihbasis bei Boca Juniors (1999/2000) und San Lorenzo (2000/01).
Anschließend wurde der Junioren-Weltmeister von 2001 von Milan nach Spanien verliehen. Er spielte 2001/02 bei Deportivo Alavés, wo der 19-jährige Verteidiger in 33 Spielen sechs Tore erzielte und als eines der größten Talente der spanischen Liga galt. Die folgende Saison spielte er bei Atlético Madrid, und 2003/04 beim FC Villarreal; in jener Saison erreichte er mit Villarreal das Halbfinale des UEFA-Cups.
Für die Saison 2004/05 wurde Coloccini vom AC Mailand zurück nach Italien geholt. Er kam bei den Mailändern aber in der ersten Saisonhälfte nur in einem Spiel zum Einsatz. Unzufrieden mit seiner Rolle auf der Ersatzbank wechselte er im Januar 2005 zu Deportivo La Coruña, wo er einen Vertrag bis 2011 besaß. Jedoch wechselte er in der Sommerpause 2008 nach England und unterschrieb beim Premier League-Verein Newcastle United. Bei Newcastle wurde Coloccini zwar Stammspieler, musste in seiner ersten Saison beim Klub jedoch den Gang in die Football League Championship antreten. Coloccini absolvierte im Saisonverlauf 34 Einsätze. Die Folgesaison endete mit dem direkten Wiederaufstieg; hierbei kam Coloccini auf 37 Einsätze, in denen er zweimal traf. In der Folgesaison trug er mit 35 Einsätzen (zwei Treffer) zum erfolgreichen Klassenerhalt des Klubs aus Newcastle upon Tyne bei. Ab 2016 spielte Coloccini bis 2021 für wieder für seinen früheren Verein CA San Lorenzo. 2021 beendete der Innenverteidiger seine Karriere beim CA Aldosivi.

### Nationalmannschaft
2001 gewann Coloccini mit Argentinien die Junioren-Fußballweltmeisterschaft im eigenen Land. Sein Debüt in der argentinischen Nationalmannschaft feierte er am 30. April 2003. Coloccini gewann mit Argentinien die Goldmedaille bei den Olympischen Spielen 2004 und nahm an der Copa América 2004, dem Konföderationen-Pokal 2005 sowie der Weltmeisterschaft 2006 teil. 